# Austromyrtus poimbailensis
Austromyrtus poimbailensis är en myrtenväxtart som först beskrevs av André Guillaumin, och fick sitt nu gällande namn av Karl Ewald Maximilian Burret. Austromyrtus poimbailensis ingår i släktet Austromyrtus och familjen myrtenväxter. Inga underarter finns listade i Catalogue of Life.